# Maybe I'm Amazed
Maybe I'm Amazed è una canzone di Paul McCartney pubblicata il 17 aprile 1970 nell'album McCartney.
La canzone è dedicata alla moglie di McCartney, Linda, che lo aveva sostenuto durante la separazione dei Beatles.
Nel 1976 gli Wings, il nuovo gruppo di McCartney, pubblicarono un singolo con un'incisione live del brano tratta da un tour e con al lato B Soily, che entrò nelle top-ten degli Stati Uniti.

## Il brano

### Storia
McCartney scrisse la canzone nel 1969, poco prima che i The Beatles si sciogliessero. Egli la dedica alla moglie Linda, ringraziandola per averlo aiutato durante un periodo difficile: è quindi una delle cinque canzoni scritte per lei oltre a I Will, Two of Us, The Lovely Linda e My Love.
La versione originale terminava in dissolvenza, ma McCartney più tardi ne compose il nuovo finale, che può essere ascoltato nelle versioni live. Una registrazione live dall'album del 1976 Wings over America venne pubblicata dalla band di McCartney, i Wings, come singolo il 4 febbraio 1977 e raggiunse la decima posizione della classifica pop del Billboard. Altre interpretazioni possono essere ascoltate negli album live di McCartney come Back in the U.S. e Back in the World. Maybe I'm Amazed è diventato uno dei pezzi centrali nei concerti di Paul McCartney grazie ad una interpretazione vocale tra le migliori del suo repertorio, insieme a  Band on the Run e Live and Let Die.
Ritenuta una delle migliori canzoni d'amore di McCartney, ha raggiunto la posizione numero 338 nella lista delle 500 migliori canzoni secondo la rivista Rolling Stone, nel novembre 2004. Nel 2009 ha dichiarato, durante la promozione del suo album Good Evening New York City che Maybe I'm Amazed è "la canzone per cui vorrebbe essere ricordato in futuro".

### Registrazione
Maybe I'm Amazed venne registrata ad Abbey Road il 22 febbraio 1970: McCartney vi suonò tutti gli strumenti, aiutato da Linda nei cori. Il fonico Alan Parsons ha ricordato che la canzone fu incisa tutta in una notte, molto velocemente, con McCartney che suonò un pianoforte Steinway. Una curiosità: a 0:44 si ascolta il rumore delle bacchette della batteria che si colpiscono l’un l’altra.

## Cover
Il brano è stato oggetto di numerose cover da parte di:
- The Faces, una versione live del 1971 dall'album Long Player e una versione studio pubblicata sotto forma di singolo;
- Petula Clark nell'album del 1971 Warm and Tender;
- Fickle Pickle in un singolo dell'agosto 1970, successivamente incluso nell'album del 1972 Sinful Skinful (entrambi pubblicati solo nei Paesi Bassi);
- Tom Scott nel suo album del 1984 Desire;
- Elkie Brooks nell'album del 1993 Inspiration;
- Carleen Anderson nell'album del 1998 Blessed Burden;
- Gov't Mule nel 2005;
- Jem in Music from the OC: Mix 2 del 2004;
- Joe Cocker nel suo album del 2004 Heart and Soul.
- Neal Morse, Randy George e Mike Portnoy e nel loro album del 2006 Cover to Cover.
- A.J. Croce nell'album del 2006 Cantos.
- Virgos Merlot in Listen to What the Man Said: Popular Artists Tribute to Paul McCartney, album del 2001; un'altra versione venne pubblicata come singolo lo stesso anno;
- Daniel Merriweather in occasione del concerto live a BBC Radio 2 "Live In Blackpool", del 5 settembre 2009;
- Steve Hogarth, cantante dei Marillion, nel 2002 nel suo album live da solista Live Spirit: Live Body.
- Billy Joel nel 2014 sull'album tributo a Paul McCartney The Art of McCartney.

## Episodio deI Simpson
La canzone è stata utilizzata in un episodio de I Simpson intitolato Lisa la vegetariana, in cui comparivano Paul e Linda McCartney.
Nell'episodio, Paul aiutava Lisa a diventare vegetariana e le confidava che, se avesse ascoltato Maybe I'm Amazed al contrario, avrebbe scoperto una ricetta segreta per un'ottima zuppa di lenticchie. La canzone viene utilizzata anche durante i titoli di coda; ascoltandola attentamente, si può sentire la registrazione (riprodotta all'inverso) della voce di Paul che legge la ricetta e conclude: «Oh, and by the way, I'm alive», che significa «Oh, a proposito, sono vivo». Il backmasking era stato realizzato dallo staff della trasmissione e non compare nella versione originale della canzone.